# Weronika Migoń

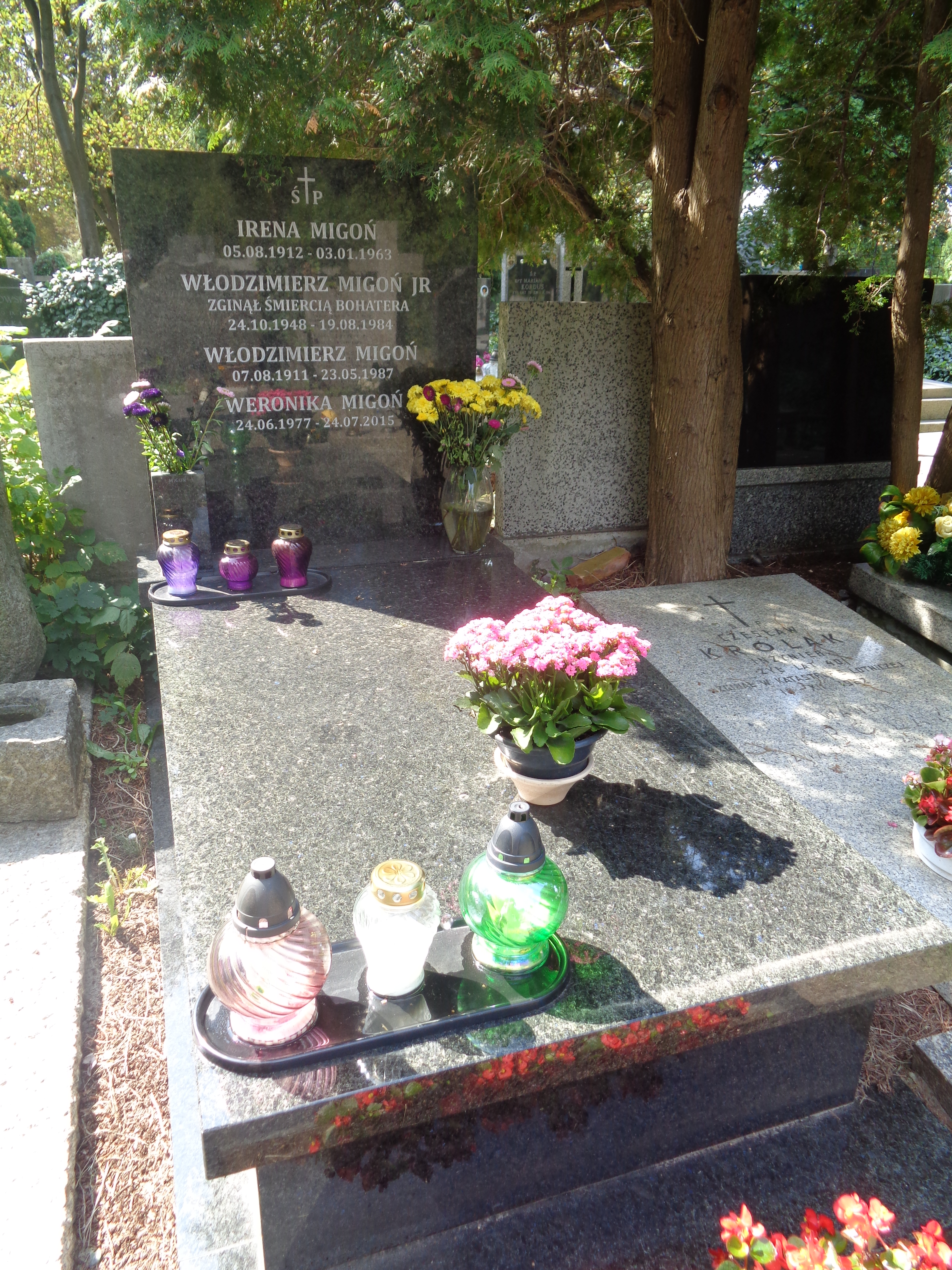
Grób Weroniki Migoń na Cmentarzu Wojskowym na Powązkach

Weronika Jolanta Migoń (ur. 24 czerwca 1977 w Warszawie, zm. 24 lipca 2015 tamże) – filmowiec.

## Życiorys
W 2000 ukończyła romanistykę na Uniwersytecie Warszawskim, jest też absolwentką Gender Studies w Instytucie Stosowanych Nauk Społecznych Uniwersytetu Warszawskiego. Po studiach podjęła pracę w branży filmowej jako asystent reżysera, później jako II reżyser i reżyser obsady. Współpracowała z Mistrzowską Szkołą Reżyserii Filmowej Andrzeja Wajdy jako doradca.
W 2014 wyreżyserowała film Facet (nie)potrzebny od zaraz, była też współscenarzystką i koproducentką tego filmu.
Zmarła w wyniku ciężkiej choroby.
W 2016 Stowarzyszenie Filmowców Polskich ustanowiło nagrodę jej imienia, przyznawaną reżyserowi obsady. Pochowana na Cmentarzu Wojskowym na Powązkach (kwatera BII30-3-11).